# ヴァレーセ (砲艦)

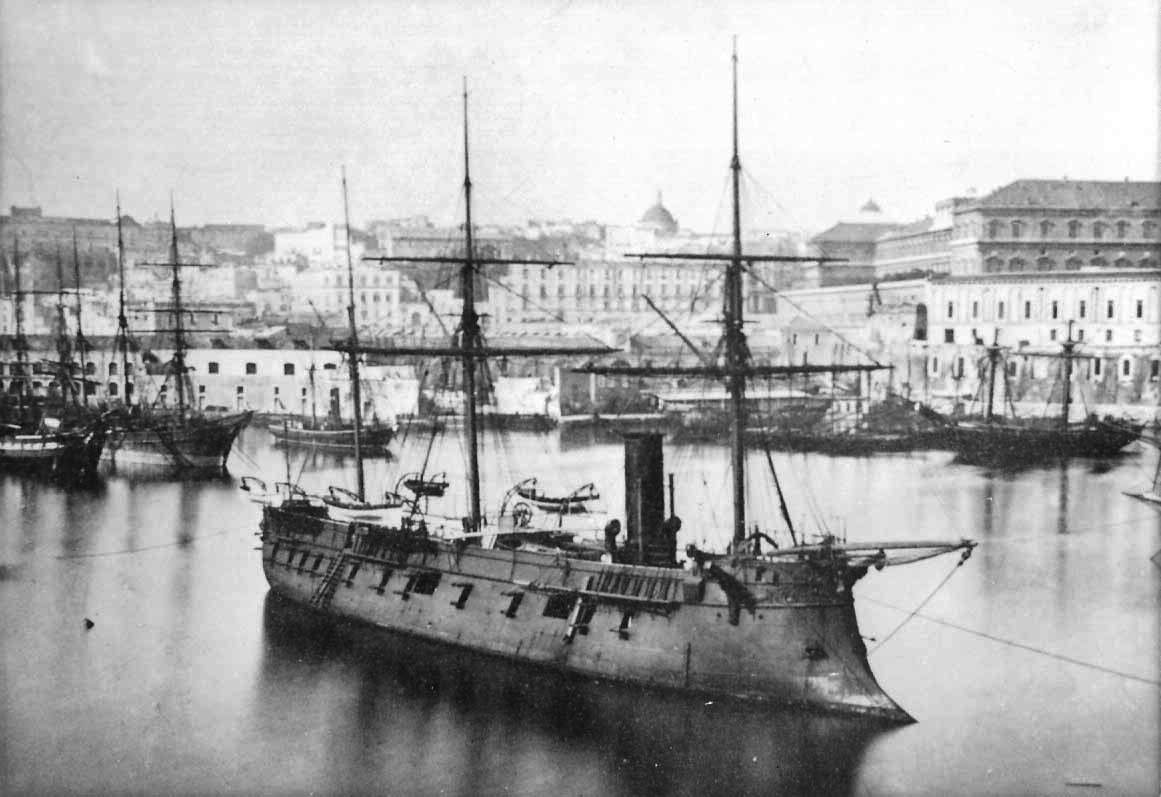
「ヴァレーセ」（1867年、ナポリ）

ヴァレーセ (Varese) はイタリア海軍の装甲砲艦。一等装甲スクリュー砲艦。パレストロ級。艦名は1859年のヴァレーセの戦いにちなむ。
フランスのForges et chantiers de la Méditerranéeで建造。1864年8月起工。1865年12月23日進水。1866年6月1日就役。
船体は鉄製（木製とも）。常備排水量2000トン、満載排水量2400トン、全長64.8m、垂線間長61.0m、幅13.0m、吃水4.3m。または常備排水量1968トン、満載排水量2362トン、水線長202フィート9インチ (61.80m)、幅42フィート8インチ (13.00m)。蒸気往復動機関1基（2基とも）、角缶2基搭載で、出力930指示馬力。2軸推進で、速力8ノット。装甲は舷側とリダウト120mm、または舷側とシタデル4と1/2インチ/ref>。もしくは水線部115mm。帆装は三檣バーク。大きな衝角を有する。
兵装は203mm施条砲2門、203mm滑腔砲2門、120mm滑腔砲1門、80mm砲2門、または200mm前装砲4門、165mm前装砲1門、80mm上陸砲2門。
1866年6月20日、イタリアはオーストリアに宣戦布告し第3次イタリア独立戦争が始まる。7月16日、ペルサーノ提督率いるイタリア艦隊はアンコーナからリッサ島へ向け出撃した。7月18日、艦隊はリッサ島に到着し、攻撃を開始。「ヴァレーセ」は「レ・ディタリア」などとともにPorto San Giorgio攻撃を行った。7月19日は「ヴァレーセ」と「テリビーレ」はcomisaを攻撃に割り当てられている。
7月20日、オーストリア艦隊が現れ、リッサ海戦が生起する。通報艦「Esploratore」が不審な船群発見を報告してきたとき、「ヴァレーセ」と「テリビーレ」はcomisa攻撃の準備をしているところであった。両艦は呼び戻され、「ヴァレーセ」は戦列に加わった。海戦中、「ヴァレーセ」は「Ancone」と衝突した。

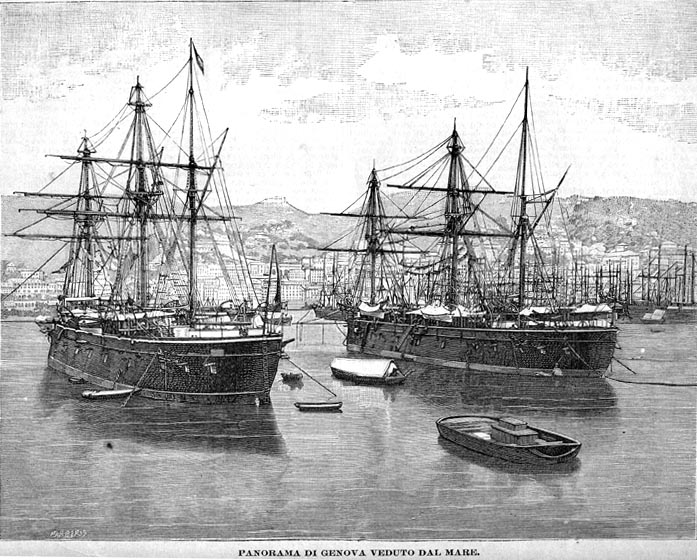
「ヴァレーセ」と「パレストロ」（1880年ごろ）

1870年、ローマ侵攻作戦に参加。1886年から1891年までコレラ患者用の病院船として用いられ、1891年5月29日に除籍。その後は倉庫船兼練習船となる。1901年に、または1901年から1902年にかけて解体された。